# Christian Adam von Kleist
Christian Adam von Kleist (født 3. oktober 1705 i København, død 31. oktober 1778 i Slesvig by) var en dansk amtmand.
Han var søn af oberst Christian Casimir von Kleist, kommandant i Oldenburg, og Anna f. von Fürste. Han blev 1731 hofjunker, 1734 kammerjunker hos kronprinsen og udnævntes 1740 til landråd i Holsten og amtmand i Rendsborg. 1746 fik han kammerherretitlen og 1757 det hvide bånd. 1766 udnævntes han til gehejmeråd og beklædte fra 1768 til sin død embedet som amtmand i Bredsted Amt. Kleist døde 31. oktober 1778 i Slesvig. 9. november 1741 havde han holdt bryllup med Sophie Rosenkrantz (død 4. juni 1770), en datter af gehejmeråd Christian Rosenkrantz til Skovsbo.